# الفرقة المدرعة 18 (سوريا)
الفرقة المدرعة 18 هي واحدة من فرقتين احتياطيتين مستقلتين في الجيش العربي السوري، والأخرى هي الفرقة 17.

## هيكل القيادة
هذه هي أصغر فرقة في الجيش العربي السوري وتضم حوالي 7000 جندي فقط.
اعتبارًا من عام 2019، يتكون هيكل قوتها من:
- الألوية المدرعة 131 و134 و167
- اللواء الميكانيكي 120
- فوج المدفعية 64

## التاريخ القتالي

### الحرب الأهلية السورية
كان القسم في دور احتياطي حتى صيف 2013. ومنذ ذلك الحين انخرطت بشكل كبير في الحرب الأهلية السورية. عين المجلس الأوروبي اللواء وجيه محمود قائداً للفرقة المدرعة 18 في الجريدة الرسمية للاتحاد الأوروبي في 15 نوفمبر 2011، وعاقبه بسبب أعمال العنف المرتكبة في حمص. وقدر الباحثون في أواخر عام 2019 أن اللواء 167 هو آخر لواء عملياتي متبقي من الفرقة. بالإضافة إلى ذلك، "اعتبارًا من نوفمبر 2018، كانت الفرقة تتألف من 4000 جندياً فقط - بما في ذلك جنود الاحتياط والموظفين المدنيين - يتركزون إلى حد كبير داخل اللواء 167".